# دانييل غونزاليس (مبارز بالسيف)
دانييل غونزاليس هو مبارز بالسيف كوبي، ولد في 23 مارس 1959.

## وصلات خارجية
- دانييل غونزاليس على موقع أوليمبيديا (الإنجليزية)